# Chiesa di Santo Stefano Protomartire (Santo Stefano di Cadore)
La chiesa di Santo Stefano Protomartire è la parrocchiale di Santo Stefano di Cadore, in provincia di Belluno e diocesi di Belluno-Feltre; fa parte della convergenza foraniale di Ampezzo-Cadore-Comelico.

## Storia
Si sa che tra il 1475 ed il 1478 venne edificata l'abside dell'originaria chiesa. 
L'attuale parrocchiale è frutto di un rifacimento di quella antica condotto tra il 1665 ed il 1674 su progetto di Tommaso Simonetti.
Nel 1676 fu eretto il campanile e, tra il 1817 ed il 1818, venne costruita la facciata della chiesa. Tra il 1850 ed il 1852 fu installato l'organo, opera di Giacomo Bazzani.
Tra il 1923 ed il 1926 il campanile venne soprelevato, e, tra il 1948 ed il 1949, fu rialzata la sua guglia. Infine, tra il 2015 ed il 2016 l'edificio è stato sottoposto ad un intervento di restauro.

## Campane
Il campanile contiene un concerto di 4 campane in scala lidia di Reb3, fuse dalla Fonderia De Poli di Vittorio Veneto (TV), le 3 grandi nel 1938 e la piccola nel 1952.